# Faith Erin Hicks
Faith Erin Hicks (née en Colombie-Britannique) est une auteure de bande dessinée canadienne.

## Biographie
En 2022 est publié son roman graphique Ride On, autour du monde équestre. Il est traduit en français l'année suivante sous le titre L'échappée belle.

## Publications
- Zombies Calling, SLG Publishing, 2007.
- The War at Ellsmere, SLG Publishing, 2008.
- Brain Camp, First Second Books, 2010.
- Friends With Boys, First Second Books, 2012.
- Bigfoot Boy, 3 vol., Kids Can Press, 2012-2014.
- The Adventures of Superhero Girl, Dark Horse Comics, 2013.
- Nothing Can Possibly Go Wrong, First Second Books, 2013.
- Série The Nameless City

1. The Nameless City, 2016
2. The Stone Heart, 2017
3. The Divided Earth, 2018

- - La cité sans nom, éd. Rue de Sèvres, 2017
- The Last of Us: American Dreams, Dark Horse Comics, 2013.
- Pumpkinheads, Macmillan, scénario de Rainbow Rowell, 2019
- Ride On, 2022
  - L'échappée belle, éd. Rue de Sèvres, 2023

## Prix et récompenses
- 2014 : Prix Eisner de la meilleure publication pour enfants avec The Adventures of Superhero Girl.
- 2019 : Prix Eisner de la meilleure publication pour enfants avec The Nameless City, tome 3 : The Divided Earth.